# Frederik Carl Ferdinand Grüner
Frederik Carl Ferdinand Grüner (født 1767, død 8. januar 1834) var en dansk officer.
Han var søn af major ved Bornholmske Infanteriregiment Carl August Andreas Grüner, fik 1783 udnævnelse som sekondløjtnant ved ovennævnte afdeling, men blev 1785 forsat til Kongens Regiment, 1789 til 1. sjællandske Bataljon let Infanteri (1. frederikshavnske Bataljon), ved hvilken og den samtidig oprettede 2. sjællandske lette Infanteribataljon han dernæst i længere tid skiftevis forrettede tjeneste. Grüner, der 1790 blev premierløjtnant, 1795 kaptajn, 1804 major, tiltrak sig her kronprinsens opmærksomhed ved sin duelighed i tjenestens forskellige grene, navnlig som instruktør i skarpskydning og praktisk felttjeneste, og 1804, efter forinden at have fungeret som adjudant hos prinsen ved eksercertider og troppesamlinger, knyttedes han fast til dennes hovedkvarter, hvor han 1808 blev generaladjudant-løjtnant (med obersts rang 1810). 1811 afgik han fra Generalstaben og overtog kommandoen over 2. jyske Infanteriregiment, blev 1814 kommandør for Københavnske Infanteriregiment, 1816 chef for 1. jyske Infanteriregiment, 1817 generalmajor, 1826 Kommandør og 1828 Storkors af Dannebrogordenen. Ved Georg Ludvig von der Schulenburgs død sidstnævnte år blev kommandantposten i København ikke besat, men det overdroges Grüner indtil videre at varetage de derunder hørende forretninger, og disse beholdt han til sin død, 8. januar 1834. Han havde fået kammerherrenøglen 1815.
Han ægtede 1792 enken efter dansk kompastor i Store Magleby, magister Peder Olrog (1741-1788), Barbara født Møller (født 1763), datter af Niels Møller til Vivebrogård og Inger Marie født Mohr.